# Коммонс, Джон
Джон Роджерс Коммонс (англ. John Rogers Commons ; 13 октября 1862, Холландсберг, Огайо — 11 мая 1945, Форт-Лодердейл, Флорида) — американский экономист, представитель традиционного институционализма.

## Биография
Коммонс родился 13 октября 1862 году в Холландсбурге, штат Огайо. Отец был предпринимателем и несколько раз продавал свой бизнес, а мать содержала пансион.
После окончания средней школы работал учителем.
В 1882 году поступил в Оберлинский колледж, окончив его в 1888 году, поступил в Университет Джонса Хопкинса в штате Мэриленд.
С 1890 года преподаёт в Уэслианском университете, после в Оберлинском университете, Индианском университете, с 1895 года в Сиракузском университете.
С 1904 года назначен профессором Висконсинского университета до ухода на пенсию в 1934 году.
Был членом Комиссии по производственным отношениям при Федеральном правительстве, принимал участие в разработке Закона о социальном обеспечении 1935 года, который создал современную американскую систему накопительного пенсионного страхования.
Президент Американской экономической ассоциации в 1917 год.
Коммонс скончался 11 мая 1945 года.

## Научная деятельность
Джон Коммонс был одним из трех основателей американского институционализма (двумя другими были Торстейн Веблен и Уэсли Клэр Митчелл).
Труд Коммонса «История труда в Соединённых Штатах», опубликованная в четырёх томах на протяжении 17 лет, является крупнейшей работой по истории трудовых отношений в Америке.
В 1919 году Коммонс написал «Промышленную доброжелательность». В работе была идея согласия между работниками и предпринимателем через «взаимные уступки».
В 1934 году в книге «Институциональная экономика. Её место в политической экономии» Коммонс вводит в анализ категории коллективные действия и трансакции. Коллективные действия контролируют действия противоречивые интересы отдельных индивидов в правовых рамках. Коммонс выделяет три вида трансакций: торговые, управленческие и рационирующие. Трансакция включает в себя переговоры, принятие обязательств и выполнение обязательств. Коммонс вводит в экономический анализ категорию «группы давления» (рабочие и предприниматели, покупатели и продавцы, фермеры и крестьяне, кредиторы и заемщики и т. п.).
Коммонс предложил Теорию социальных конфликтов. По ней общество — совокупность профессиональных групп. Законы и правила регулируют равноправные сделки.
Сделки включают три момента: конфликт интересов; осознание взаимозависимости этих конфликтных интересов; разрешение конфликта путём установления соглашения, устраивающего всех участников сделки.
В связи с взаимодействием в обществе происходят конфликты. Участники сделки — не индивиды, а профсоюзы и союзы предпринимателей. Контролируют происходящее правовые структуры государства. Государство гарантировало выполнение обязательств по договору.
Коммонс также вводит понятие титул собственности. Собственность делится на три вида: вещественную, невещественную (долги и долговые обязательства), неосязаемую (ценные бумаги). По Коммонсу, неосязаемая собственность чаще всего является содержанием сделок с титулами собственности. Предметом исследования Коммонса является сфера обращения, не как реальное движение товаров, а как перемещение титулов собственности, то есть как юридические сделки.
Коммонс предложил свою периодизацию стадий капиталистического общества: торговый капитализм; предпринимательская стадия; банковский капитализм; административный капитализм.

### Сочинения

#### Книги
- Коммонс Дж. Р. Правовые основания капитализма. — М.: ГУ ВШЭ, 2011. — 416 c.— ISBN 978-5-7598-0781-0 (англ. Legal Foundations of Capitalism, 1924).
- Commons J. R. The Distribution of Wealth. — New York: Macmillan, 1893.
- Commons J. R. Social Reform and the Church. — New York: Thomas Y. Crowell, 1894.
- Commons J. R. Proportional Representation. — New York: Crowell, 1896.
- Commons J. R. City Government. — Albany, NY: University of the State of New York Extension Dept., 1898.
- Commons J. R. Races and Immigrants in America. — New York: Macmillan, 1907.
- Commons J. R. Horace Greeley and the Working Class Origins of the Republican Party. — Boston: Ginn and Co., 1909.
- Commons J. R. Labor and Administration. — New York: Macmillan, 1913.
- Commons J. R. History of Labor in the United States, 1918—1935.
- Commons J. R. Industrial Goodwill. — New York: McGraw-Hill Book Co., 1919.
- Commons J. R. Trade Unionism and Labor Problems. — Boston: Ginn and Co., 1921.
- Commons J. R. Myself. — Madison: University of Wisconsin Press, 1934.
- Commons J. R. Institutional Economics: Its Place in Political Economy. — Madison: University of Wisconsin Press, 1934.

#### Статьи
- Коммонс Дж. Р. Институциональная экономика // TERRA ECONOMICUS, том 10, № 3, 2012. — С.69-76 (англ. Institutional Economics, 1931).
- Коммонс Дж. Р. Институциональная экономика // Экономический вестник РГУ. — 2007. — Том 5, № 4. — С.59-70 (англ. Institutional Economics, 1936).

## Память
Дом Джона Коммонса, в котором жила семья Коммонса, с 1985 года является национальным историческим местом.

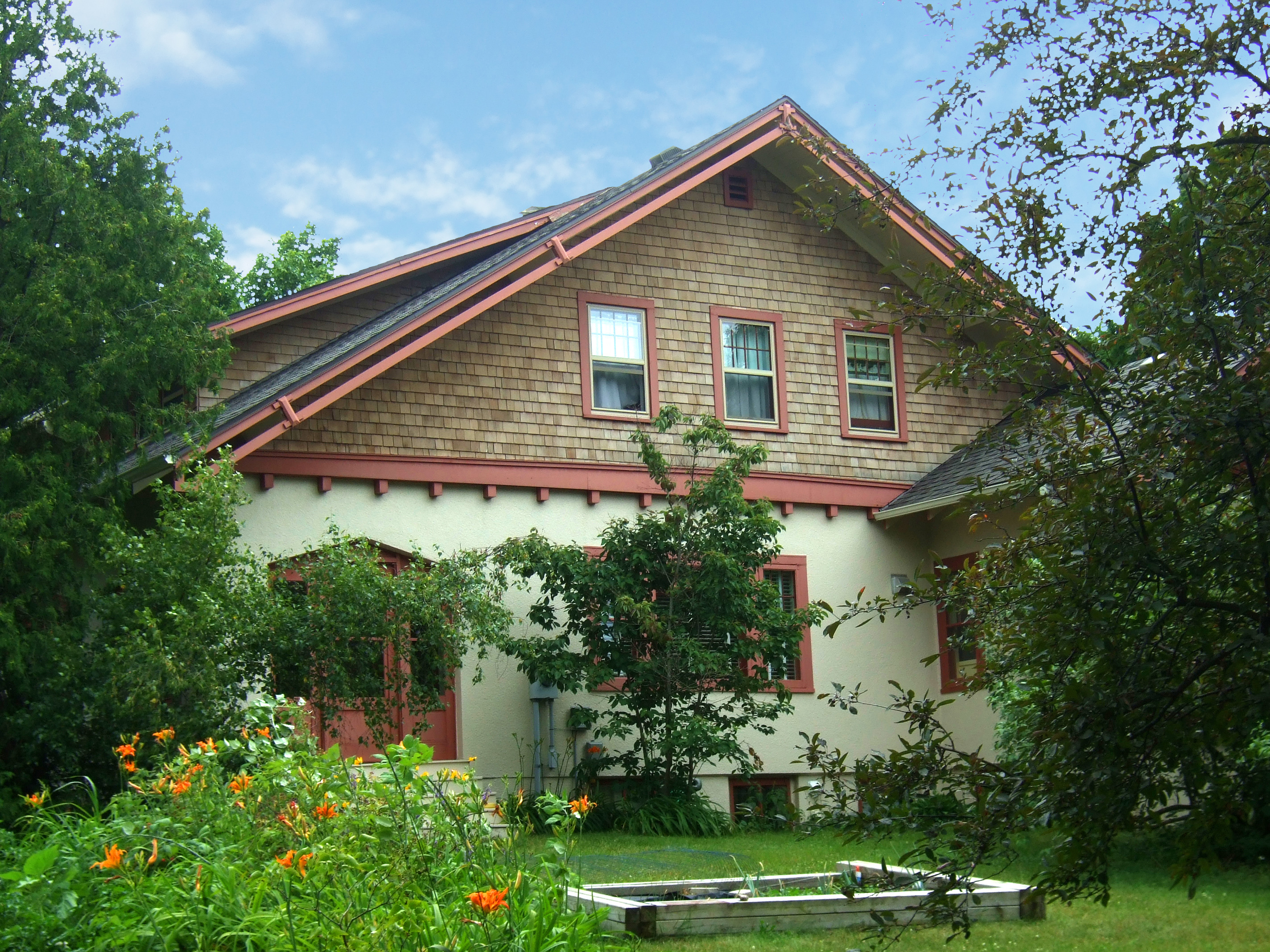
Дом Джона Коммонса

С 1969 года Ассоциация эволюционной экономики учредила ежегодную премию Веблена—Коммонса.
Почетное общество Омикрон Дельта Эпсилон с 1965 года учредило премию имени Джона Коммонса, которая присуждается раз в два года выдающимся экономистам за признание их достижений на службе и в профессии в целом.